# Liste des édifices labellisés « Architecture contemporaine remarquable » de la Marne
Cet article recense les édifices labellisés « Architecture contemporaine remarquable » de la Marne, en France.
Le label « Architecture contemporaine remarquable » remplace depuis 2016 l'ancien label « Patrimoine du XXe siècle ». Il ne prend en compte que des édifices de moins de 100 ans à la date de labellisation, et qui ne sont pas protégés comme monuments historiques.
Au début 2024, la Marne compte 30 édifices ainsi labellisés.

## Liste
| Monument                                                                                            | Commune              | Adresse                                                                | Coordonnées                      | Notice     | Date | Illustration |
| --------------------------------------------------------------------------------------------------- | -------------------- | ---------------------------------------------------------------------- | -------------------------------- | ---------- | ---- | --- |
| Collège Victor-Duruy                                                                                | Châlons-en-Champagne | 2 rue Ernest-Dagonet                                                   | 48° 57′ 20″ nord, 4° 21′ 12″ est | ACR0000520 | 2000 | Collège Victor-Duruy |
| Poste rouge (ancien centre de tri postal, actuel immeuble de bureaux)                               | Châlons-en-Champagne | 36 rue Jean-Jaurès                                                     | 48° 57′ 15″ nord, 4° 20′ 59″ est | ACR0000519 | 2000 | Image manquante Téléverser |
| Église Saint-Laurent                                                                                | Dontrien             | Grande Rue                                                             | 49° 14′ 23″ nord, 4° 24′ 46″ est | ACR0000521 | 2000 | Église Saint-Laurent |
| Mairie-groupe scolaire et bureau de poste                                                           | Dontrien             | Grande Rue                                                             | 49° 14′ 26″ nord, 4° 24′ 44″ est | ACR0000522 | 2000 | Mairie-groupe scolaire et bureau de poste                                                                                               |
| Comité interprofessionnel du vin de Champagne                                                       | Épernay              | 5 rue Henri-Martin                                                     | 49° 02′ 24″ nord, 3° 57′ 24″ est | ACR0000525 | 2015 | Comité interprofessionnel du vin de Champagne                                                                                           |
| Immeuble Les Pyramides                                                                              | Épernay              | Rue Jean-Sébastien-Bach                                                | 49° 02′ 08″ nord, 3° 57′ 59″ est | ACR0000524 | 2000 | Immeuble Les Pyramides |
| Lotissement concerté de Bernon-Village                                                              | Épernay              | Allée Paul-Dukas Allée Théodore-Dubois Allée César-Franck Allée Rameau | 49° 02′ 16″ nord, 3° 58′ 38″ est | ACR0000527 | 2000 | Lotissement concerté de Bernon-Village                                                                                                  |
| Maison Moët-et-Chandon                                                                              | Épernay              | 18 avenue de Champagne                                                 | 49° 02′ 36″ nord, 3° 57′ 35″ est | ACR0000526 | 2015 | Maison Moët-et-Chandon |
| Piscine Tournesol                                                                                   | Fère-Champenoise     | Rue de la Libération                                                   | 48° 44′ 59″ nord, 3° 59′ 38″ est | ACR0000528 | 2015 | Image manquante Téléverser |
| Cuverie Moët & Chandon                                                                              | Oiry                 | Av. Pierre et Marie Curie                                              | 49° 00′ 04″ nord, 4° 01′ 15″ est | ACR0001831 | 2023 | Image manquante Téléverser |
| Cité-jardin Maison Blanche                                                                          | Reims                |                                                                        | 49° 14′ 01″ nord, 4° 01′ 03″ est | ACR0000531 | 2000 | Cité-jardin Maison Blanche« D'après l'article L.650-1 du code du Patrimoine, un édifice perd son label cent ans après sa construction » |
| Club d'aviron Les Régates rémoises (ancienne usine textile Machuel et Néouze puis Warnier et David) | Reims                | 2 rue Clovis-Chezel                                                    | 49° 14′ 30″ nord, 4° 02′ 02″ est | ACR0001802 | 2023 | Club d'aviron Les Régates rémoises(ancienne usine textile Machuel et Néouze puis Warnier et David)                                      |
| Comédie de Reims                                                                                    | Reims                | 3 chaussée Bocquaine                                                   | 49° 15′ 00″ nord, 4° 01′ 14″ est | ACR0000541 | 2000 | Comédie de Reims |
| Conservatoire                                                                                       | Reims                | 20 rue Gambetta                                                        | 49° 15′ 01″ nord, 4° 02′ 09″ est | ACR0000532 | 2015 | Conservatoire |
| Église Saint-Vincent-de-Paul                                                                        | Reims                | Rue de Brazzaville                                                     | 49° 15′ 18″ nord, 4° 03′ 35″ est | ACR0000533 | 2015 | Église Saint-Vincent-de-Paul |
| Hall de la gare de Reims                                                                            | Reims                | Place de la Gare                                                       | 49° 15′ 33″ nord, 4° 01′ 28″ est | ACR0000534 | 2000 | Hall de la gare de Reims |
| Maison                                                                                              | Reims                | 100 rue Clovis                                                         | 49° 14′ 48″ nord, 4° 01′ 53″ est | ACR0000535 | 2000 | Maison |
| Maison et atelier du maître-verrier Jacques Simon (actuel atelier Simon-Marq)                       | Reims                | 44 rue Ponsardin                                                       | 49° 15′ 19″ nord, 4° 02′ 21″ est | ACR0000539 | 2000 | Maison et atelier du maître-verrier Jacques Simon(actuel atelier Simon-Marq)                                                            |
| Maison Margotin Fils                                                                                | Reims                | 1 rue des Tournelles                                                   | 49° 15′ 10″ nord, 4° 02′ 00″ est | ACR0000537 | 2000 | Maison Margotin Fils |
| Piscine Talleyrand                                                                                  | Reims                | 41 rue de Talleyrand                                                   | 49° 15′ 23″ nord, 4° 01′ 41″ est | ACR0001743 | 2015 | Piscine Talleyrand |
| Siège social de Piper Heidsieck                                                                     | Reims                | 12 allée du Vignoble                                                   | 49° 12′ 57″ nord, 4° 00′ 40″ est | ACR0001739 | 2022 | Siège social de Piper Heidsieck |
| Siège social de la maison Demay, mémorial de la Résistance                                          | Reims                | 13 boulevard Paul-Doumer                                               | 49° 15′ 02″ nord, 4° 01′ 27″ est | ACR0000540 | 2015 | Siège social de la maison Demay, mémorial de la Résistance                                                                              |
| Université de Reims-Champagne-Ardenne, campus de la Croix-Rouge                                     | Reims                | 57 rue Pierre-Taittinger                                               | 49° 14′ 11″ nord, 4° 00′ 06″ est | ACR0000529 | 2000 | Université de Reims-Champagne-Ardenne, campus de la Croix-Rouge                                                                         |
| Mairie                                                                                              | Sermaize-les-Bains   | 8 place du Général-de-Gaulle                                           | 48° 47′ 03″ nord, 4° 54′ 40″ est | ACR0000542 | 2015 | Mairie |
| Piscine Caneton                                                                                     | Sézanne              | Allée des Sportifs                                                     | 48° 43′ 35″ nord, 3° 43′ 05″ est | ACR0000543 | 2015 | Image manquante Téléverser |
| Piscine intercommunale                                                                              | Suippes              | Chemin de Sainte-Menehould                                             | 49° 04′ 17″ nord, 4° 19′ 28″ est | ACR0001823 | 2023 | Image manquante Téléverser |
| Hypermarché Carrefour                                                                               | Tinqueux             | Route de Soissons                                                      | 49° 15′ 18″ nord, 3° 58′ 48″ est | ACR0000545 | 2000 | Image manquante Téléverser |
| Maison du Futur                                                                                     | Tinqueux             | Av. d'Afrique du Nord                                                  | 49° 09′ 02″ nord, 3° 34′ 58″ est | ACR0000544 | 2000 | Image manquante Téléverser |
| Centre historique Valmy 1792                                                                        | Valmy                | 24 rue Kellermann                                                      | 49° 04′ 49″ nord, 4° 46′ 02″ est | ACR0001721 | 2022 | Image manquante Téléverser |
| Ensemble d'immeubles de la seconde reconstruction de la place d'Armes                               | Vitry-le-François    | Place d'Armes                                                          | 48° 43′ 34″ nord, 4° 35′ 07″ est | ACR0001741 | 2015 | Image manquante Téléverser |
| Halles                                                                                              | Vitry-le-François    | Place de la Halle                                                      | 48° 43′ 38″ nord, 4° 35′ 05″ est | ACR0000546 | 2015 | Halles |
| Station Prouvé                                                                                      | Vitry-le-François    | Avenue du Général-de-Gaulle                                            | 48° 43′ 52″ nord, 4° 35′ 21″ est | ACR0000547 | 2015 | Image manquante Téléverser |